# عباس زریاب خویی
عباس زریاب خویی (۲۰ مرداد ۱۲۹۸‏ – ۱۴ بهمن ۱۳۷۳)، مورخ، ادیب، نسخه‌شناس، نویسنده و مترجم ایرانی بود.
پس از تحصیلات مقدماتی در خوی و حوزوی در قم، توسط قوای روس به تهران تبعید شد. در تهران کار در کتابخانهٔ مجلس شورای ملّی او را با سید حسن تقی‌زاده آشنا کرد که بعدها با معرفی او بورس مطالعاتی بنیاد هومبولت در اختیارش قرار گرفت. زریاب خویی با استفاده از این بورس در سال ۱۳۳۹ از دانشگاه یوهانس گوتنبرگ شهر ماینز در رشته‌های تاریخ و فلسفه درجهٔ دکتری گرفت.
زریاب خویی از سال ۱۳۴۵ استاد تاریخ در دانشکدهٔ ادبیات دانشگاه تهران بود و در رشته‌های ادبیات فارسی، ادبیات عرب، فلسفه، زبان‌شناسی و معارف اسلامی تدریس می‌کرد. او صاحب تألیفاتی مانند اطلس تاریخی ایران، تاریخ ساسانیان، و سیرت رسول‌الّٰله و ترجمه‌هایی مانند تاریخ فلسفه و لذات فلسفه از ویل دورانت است.
همچنین او در دانشنامه‌هایی مانند دائرةالمعارف فارسی، دانشنامهٔ جهان اسلام، دائرةالمعارف بزرگ اسلامی و دانشنامهٔ ایران مدخل‌های بسیاری نوشته است.

## زندگی

### کودکی و نوجوانی در خوی
عباس زریاب خویی در ۲۰ مرداد ۱۲۹۸ خورشیدی (۱۵ ذیقعدهٔ ۱۳۳۷ هجری قمری) در شهر خوی، از شهرهای آذربایجان غربی، به دنیا آمد. سال‌های کودکیش مصادف با دورانی متلاطم در تاریخ ایران بود؛ انقلاب اکتبر ۱۹۱۷ سبب شده بود که سربازان روسیهٔ تزاری که از مدت‌ها پیش برای پیشبرد مقاصد استعماری آن دولت و برای از میان بردن نهضت مشروطیت به ایران آمده بودند، از شهرهای شمالی و شمال غربی کشور خارج شوند. این سربازان به هنگام خروج از شهرها، بازارها و کاروانسراها را آتش می‌زدند و زادگاه زریاب خویی نیز از این خشونت و بی‌رحمی در امان نماند.
در خانوادهٔ وی کسی باسواد نبود ولی عموی او، قرآن خواندن می‌دانست. تمایل زریاب خویی در خردسالی به خواندن قرآن سبب شد که مادرش او را برای آموزش نزد آموزگار قرآن محلّه بفرستد. پس از دو سال آموزش قرآن، وی تحصیلات ابتدایی خود را در خوی آغاز کرد ولی «به هیچ وجه از آموزگاران نخستین خود دلِ خوشی» نداشت و با اکراه و بی‌میلی به مدرسه می‌رفت. در این دوران او خود را «در میان خانواده و مدرسه و مردم شهر غریب حس می‌کند». با وجود این بی‌میلی‌ها و محدود بودن دسترسی به کتاب، آموختن خواندن و نوشتنْ «شوقی غریب» را در وی برای خواندن برانگیخت. وی در مقالهٔ زندگانی من، کتاب‌هایی را که در این دوران خوانده، فهرست کرده است که در آن میان آثاری چون مختارنامهٔ عطار، حیاة القلوب مجلسی، کلیله و دمنه و اسکندرنامه به چشم می‌خورد. در سال‌های ده تا سیزده سالگی دیدگاه او به تاریخ، ادبیات، و نقد ادبی، با خواندن کتاب‌های درسی تاریخ و جغرافیای تألیف اقبال آشتیانی، احوال و آثار رودکی نفیسی و سخن و سخنوران فروزانفر و همچنین مقالات مجلاتی چون کاوه و ایرانشهر تأثیر فراوان می‌گیرد. او در جوانی تحت تأثیر یک روحانی مهاجر از ایروان به نام شیخ قاسم مهاجر بود و از او با دلدادگی یاد می‌کند.
در همین دوران نزد یکی از روحانیون شهر به نام شیخ عبدالحسین اعلمی به یادگیری صرف و نحو، ادبیات عرب، اصول و دیگر علوم حوزوی پرداخت.

### مهاجرت به قم و حضور در حوزهٔ علمیه
پس از اتمام سه سال دورهٔ اول دبیرستان در خوی، امکان ادامهٔ تحصیل در دورهٔ دوم دبیرستان در آن شهر وجود نداشت و پدر زریاب خویی نیز راضی به فرستادن وی به تبریز یا ارومیه نبود. از سوی دیگر نزدیک شدن به وقت خدمت اجباری نظام و بیزاری زریاب خویی از خشونت و نظامی‌گری باعث نگرانی بیشتر وی می‌شد. سرانجام وی به تشویق شیخ اعلمی تصمیم گرفت که برای ادامهٔ درس و تحصیل در رشتهٔ زبان عربی و مقدمات فقه و اصول به قم برود. وی با اصرار تمام پدرش را به موافقت با این سفر راضی کرد و در اواخر شهریور ۱۳۱۶ به قم وارد شد. وی در زندگانی من، از همزمانی ورودش به قم و وخامت وضعیت سیاسی-اجتماعی و «اوج قدرت پهلوی و بحران سخت‌گیری‌های آن»، مخصوصاً پس از واقعهٔ مسجد گوهرشاد، خبر می‌دهد. زریاب خویی در طی سال‌های اول با جعفر اشراقی هم‌حُجره شد و پس از دو سال برای حضور در دروس استادان درجهٔ اول آمادگی یافت. باقیماندهٔ دوران شش‌سالهٔ حضور او در حوزهٔ علمیهٔ قم به تحصیل نزد علمای تراز اول صرف شد؛ وی در جلسه‌های درس خمینی بر «شرح منظومهٔ» سبزواری و «اسفار» ملاصدرا حاضر شد. با وجود این، نامه‌هایی که زریاب خویی در سال ۱۳۲۱ یا اندکی پیش از آن به دوستانش نوشته است از فقر اقتصادی وی و سرخوردگی‌اش از اوضاع آن دوران در حوزهٔ علمیّه خبر می‌دهد. علاقهٔ فراوان او به مطالعات در زمینه‌های خارج و محدود نشدن به متون درسی معیّن، برخی از طلّاب را نسبت به وی بدبین کرد:
«من علاوه بر حضور در جلسات فقه و اصول و حکمت، به مطالعهٔ کتب دیگری می‌پرداختم که در آن زمان در قم مورد پسند نبود. دوست من آقای حاج شیخ جعفر اشراقی تبریزی کتب اجتماعی و فلسفی و روان‌شناسی و نیز کتب فقه و اصول اهل سنّت را می‌خرید و من که مدتی با ایشان هم‌حجره بودن، از این کتاب‌ها در حدّ وسع و امکان استفاده می‌کردم [...] مطالعه این کتاب‌ها و بازگو کردن مطالب آن در مجامع و محافل طلاّب عده‌ای را نسبت به من بدبین کرد و من می‌شنیدم که مرا در خفا به فرنگی‌مآبی [...] متهم می‌داشتند و حتی شخصی مرا مادّی خوانده بود.»
زریاب خویی در این دوران از شریعت سنگلجی تأثیر بسیار گرفت و حتّی مدّتی را در خانهٔ وی در تهران به سر بُرد و از کتابخانهٔ جامع وی بهره جُست.
در سال ۱۳۲۲ خبر بیماری پدر باعث شد تا زریاب خویی برای مدتی به شهر خوی بازگردد:
«با پایان گرفتن اقامت من در قم و تهران، یک دوره از زندگانی من که سال‌های سازندگی روحی و معنوی من بود به پایان آمد.»

### مهاجرت به تهران و کار در کتابخانهٔ مجلس
پس از بازگشت به خوی در ۱۳۲۲، زریاب خویی به مدّت دو سال به تدریس ادبیات در دبیرستان‌های خوی مشغول بود. این دوران که به گفتهٔ خود او «پرآشوب‌ترین و رنجبارترین ایام حیات» وی بوده است، با مرگ پدر و تعهد به تکفل از مادر و برادران همراه بود. در شهریور ۱۳۲۴، هم‌زمان با پایان جنگ جهانی دوم و ناآرامی‌های ناشی از ادامهٔ اشغال آذربایجان، نفوذ روس‌ها در آذربایجان فراگیر بود. با وجود این که به گفتهٔ ریاحی، زریاب خویی هرگز اهل سیاست نبود، روس‌ها به «تهمت واهی سیاسی» او را به تهران تبعید کردند.

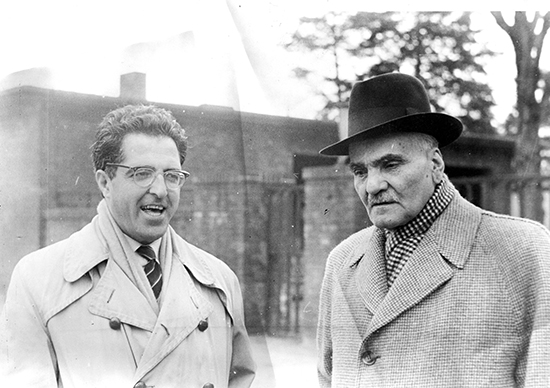
زریاب خویی و تقی‌زاده در دههٔ ۳۰ شمسی

او دو سال اول را با سختی در تهران زندگی کرد و برای امرار معاش به تدریس خصوصی ناچار بود. درهمین دوران به نوشتن مقاله در نشریه‌های علمی و ادبی می‌پرداخت. در سال ۱۳۲۵، محمد صادق طباطبایی، رئیس پیشین مجلس شورای ملّی کتابخانهٔ خانوادگی خود را به کتابخانهٔ این مجلس اهدا کرد. این مجموعهٔ اهداشده شامل بیش از سه هزار جلد کتاب در رشته‌های مختلف معقول و منقول بوده است که ۱۴۳۸ جلد از آن نُسَخ خطی بوده‌اند. کتابخانهٔ شورای ملّی در آن زمان کسی را نداشت که این کتاب‌های اهداشده را فهرست‌نویسی کند و به معرفی شریعت سنگلجی و تقی تفضلی، این مسئولیت با حقوق صد و پنجاه تومان در ماه به زریاب خویی واگذار می‌شود. با وجود درآمد ناچیز، صِرفِ حضور در گنجینهٔ کتابخانه و دسترسی به هر کتاب دلخواه، باعث رضایت و خشنودی زریاب خویی بود. در این دوران، وی اوقات فراغت خود را به آموختن زبان‌های خارجی و تحصیل در در مدرسهٔ سپهسالار می‌گذراند.
در همین دوران و در کتابخانهٔ مجلس شورای ملّی بود که با سید حسن تقی‌زاده، که به نمایندگی دورهٔ پانزدهم مجلس انتخاب شده بود، آشنا شد و مورد توجه خاص او قرار گرفت و اینچنین بود که پس از تأسیس مجلس سنا و انتخاب تقی‌زاده به ریاست آن در سال ۱۳۲۸ و تأسیس کتابخانه‌ای برای آن مجلس، زریاب خویی به استخدام این کتابخانه درآمد و چندی بعد به‌عنوان مدیر کتابخانهٔ مجلس سنا معرفی شد. وی در این دوران به راهنمایی تقی‌زاده به جمع‌آوری مهم‌ترین کتاب‌ها در رشته‌های ایران‌شناسی و اسلامی‌شناسی از کتابفروشان و ناشران خارجی پرداخت.
در همین دوران برای مدتی به تدریس تاریخ اسلامی و تاریخ علوم اسلامی به دانشجویان دورهٔ لیسانس دانشکدهٔ علوم معقول و منقول دانشگاه تهران نیز مشغول بود.

### تحصیل و تحقیق در آلمان
در سال ۱۳۳۴، هم‌زمان با سفر هانس روبرت رویمر به ایران، تقی‌زاده زریاب خویی را به وی معرفی کرد. در نتیجهٔ این معرفی، بورس مطالعاتی بنیاد هومبولت برای اخذ درجهٔ دکتری در آلمان غربی در اختیار زریاب خویی قرار گرفت و وی از سال ۱۳۳۵ به مدت پنج سال در شهرهای ماینز و فرانکفورت و مونیخ به تحصیل و مطالعه در رشته‌های تاریخ، علوم و معارف اسلامی، فلسفه و فرهنگ تطبیقی پرداخت و با محققان مشهور آلمانی و آثار ایشان در این حوزه‌های خاورشناسی و ایران‌شناسی آشنا شد. ایرج افشار در یادنامه‌ای که برای زریاب خویی نگاشته است می‌نویسد:
«مدت پنج سالی که در آلمان بود فرصتی کاملاً علمی و گرانقدر برایش پیش آمد و توانست با دنیای خاورشناسی در دانشگاه‌هایی مانند فرانکفورت و مونیخ آشنایی بیابد و از هم‌سخنی با استادان ناموری چون اشپیتالر، اتو اشپایز، برتولد اشپولر و هانس روبرت رویمر و ده‌ها ایران‌شناس سرشناس چون لنتز و هینتز و ایلرس و طبعاً با جوانانی همسن و سال خودش چون هورست و زلهایم و مولر و برون و بوسه و واگنر، پی به دقایق پیشرفت علم در سرزمین آلمان ببرد و از روش‌هایی که در پیشرفت خاورشناسی به تدریج در اروپا پیش آمده بود وقوف پیدا کند.»
زریاب خویی در سال ۱۳۳۹ از دانشگاه یوهانس گوتنبرگ شهر ماینز در رشته‌های تاریخ و فلسفه درجهٔ دکتری گرفت. عنوان رسالهٔ دکتری او «گزارش دربارهٔ جانشینان تیمور برگرفته از کتاب تاریخ کبیر جعفری تألیف ابن محمد حسینی» بود که به اوضاع سیاسی و اجتماعی روزگار تیمور بر اساس مندرجات تاریخ جعفری می‌پردازد. زریاب خویی این رساله را به راهنمایی رویمر، استاد دانشگاه ماینز که خود در تاریخ تیموریان صاحب نظر بود، نگاشت.
وی پیش از سفر به آلمان با انتشارات فرانکلین برای ترجمهٔ دو کتاب تاریخ فلسفه و لذات فلسفه قراردادی بست و این دو اثر را در دوران اقامت خود در آلمان ترجمه کرده است.

### تدریس در دانشگاه برکلی
زریاب خویی در سال ۱۳۳۹ به تهران بازگشت و مجدداً در کتابخانهٔ مجلس سنا مشغول به کار شد. در این مدت مقالاتی را برای مجله‌هایی چون سخن، راهنمای کتاب و یغما نگاشت.
در سال ۱۳۴۱ به دعوت والتر هنینگ که آن زمان کرسی استادی در دانشگاه کالیفرنیا، برکلی داشت به این شهر رفت و به مدت دو سال در آن دانشگاه به تدریس زبان و ادبیات فارسی مشغول بود. با اینکه هنینگ سمت استادی در این دانشگاه برای زریاب در نظر گرفته بود، ولی او ترجیح داد که به ایران بازگردد و دانسته‌ها و تجربه‌های خود را در اختیار دانشجویان ایرانی بگذارد.

### بازگشت به ایران و تدریس در دانشگاه تهران
پس از بازگشت از آمریکا و از سال ۱۳۴۵ استاد گروه تاریخ دانشکدهٔ ادبیات دانشگاه تهران بود، و پس از مدتی به مدیریت گروه تاریخ آن دانشکده برگزیده شد. از آنجا که وی در رشته‌های دیگر مانند ادبیات فارسی، ادبیات عرب، فلسفه، زبان‌شناسی و معارف اسلامی صاحب‌نظر بود، تا پس از انقلاب که به اجبار دانشگاه تهران را ترک کرد، در اغلب این رشته‌ها تدریس و سخنرانی می‌کرد.
به نوشتهٔ احمد تفضلی: «پس از انقلاب، دستگاه اداری دانشگاه قدر او را ندانست و زریاب اجباراً دانشگاه را ترک گفت و از این راه دانشگاه بود که زیان فراوان دید نه او. فراغت ایام بازنشستگی او را مدتی به کنج خلوت دلخواستهٔ پژوهش کشاند، ولی هنگامی که بنیاد دائرةالمعارف اسلامی و مرکز دائرةالمعارف بزرگ اسلامی و دائرةالمعارف تشیع تأسیس شد، بر همهٔ اهل علم و معرفت معلوم بود که هر دائرةالمعارفی در این زمینه‌ها بدون همکاری پرثمر زریاب ناقص خواهد بود. از این رو بود که همه خاضعانه دست کمک به سوی او دراز کردند و از او درخواست همکاری کردند. زریاب کوشید تا رنجیدگی خود را از دستگاه اداری دولتی دانشگاه به دست فراموشی سِپُرد. با دل و جان با سازمان‌های علمی نامبرده به همکاری پرداخت و اکنون مقالات او زینت‌بخش این دائرةالمعارف‌هاست.»
پس از ترک دانشگاه تهران، وی سمت‌های علمی مختلفی را به عهده داشت، از جمله عضو انجمن فلسفه، عضو هیئت امنای بنیاد فرهنگ ایران، عضو فرهنگستان تاریخ و عضو بنیاد شاهنامهٔ فردوسی بود. علاوه بر اینها با دائرةالمعارف فارسی (زیر نظر غلامحسین مصاحب) و دانشنامهٔ ایران و اسلام (زیر نظر احسان یارشاطر) همکاری داشت و مدخل‌های بسیاری در این دو مجموعه به قلم اوست. دکتر زریاب خویی از دیر زمان عضو انجمن بین‌المللی شرق‌شناسی (آلمان)، و عضو مجمع بین‌المللی کتیبه‌های ایرانی (انگلستان) بود.
او در ۱۴ بهمن ۱۳۷۳ در سن ۷۵ سالگی در بیمارستان دی تهران درگذشت. بنابر آگهی ترحیمی که در ۱۵ بهمن ۱۳۷۳ در روزنامهٔ اطلاعات به چاپ رسید، مراسم تشییع او در صبح روز ۱۶ بهمن ۱۳۷۳ از مقابل آن بیمارستان برگزار شد.

## میراث
یکی از مهترین جنبه‌های زندگی تحقیقاتی زریاب خویی را، شناخت و تجربهٔ او در زمینهٔ منبع‌شناسی کتب و اسناد علمی و شناخت نُسَخ خطی نادر، به خصوص نسخه‌های مجهول‌المؤلف یا نسخه‌های ناکامل، دانسته‌اند.

## آثار

### تألیف
- Der Bericht über die Nachfolger Timurs aus dem Tarih-i kabīr des Ǧaʻfarī ibn Muḥammad al-Ḥusainī, Johannes Gutenberg-Universität zu Mainz, 1960.

(به فارسی: «گزارش دربارهٔ جانشینان تیمور برگرفته از کتاب تاریخ کبیر جعفری تألیف ابن محمد حسینی»)
- اطلس تاریخی ایران، زیر نظر سید حسین نصر، احمد مستوفی و عباس زریاب، تهران ۱۳۵۰
- تاریخ ساسانیان، تهران ۱۳۵۴
- بزم‌آورد؛ شصت مقاله دربارهٔ تاریخ، فرهنگ و فلسفه، تهران ۱۳۶۸
- آئینهٔ جام: شرح مشکلات دیوان حافظ، تهران ۱۳۶۸
- سیرت رسول‌الله؛ بخش اول: از آغاز تا هجرت، تهران ۱۳۷۰
- شط شیرین پر شوکت؛ منتخبی از مقالات استاد عباس زریاب خویی، به اهتمام حمیدرضا (میلاد) عظیمی، نشر مروارید، چاپ اول ۱۳۸۷.
- درس‌هایی دربارهٔ ظهور اسلام (۱۴۰۳)

### ترجمه
- تاریخ فلسفه، ویل دورانت (ترجمه از انگلیسی)، تهران ۱۳۳۵
- لذات فلسفه، ویل دورانت (ترجمه از انگلیسی)، تهران ۱۳۴۴
- تاریخ ایرانیان و عربها در زمان ساسانیان (به آلمانی: Das iranische Nationalepos)، تئودور نولدکه (ترجمه از آلمانی)، تهران ۱۳۵۸
- دریای جان، هلموت ریتر (ترجمه از آلمانی، با همکاری مهرآفاق بایبوردی)، تهران ۱۳۷۴، ج ۱
- تاریخْ‌بنیادی، فریدریش ماینکه (ترجمه از آلمانی)، انتشارات خوارزمی، تهران ۱۴۰۰

### تصحیح و گردآوری
- تصحیح و تحشیهٔ (به عربی: الصيدنه في الطب)، ابوریحان بیرونی، تهران ۱۳۷۰
- تهذیب و تخلیص روضة الصفا، نوشتهٔ محمد بن خاوندشاه بلخی، ۲ جلد، تهران ۱۳۷۳